# AMV video format
AMVとは、プロプライエタリなビデオファイルフォーマットである。主に中国製のビデオプレイヤー（MP4プレイヤー）で使われる。このフォーマットに相違したMTVビデオファイルフォーマットも存在する。中国では、このタイプのファイルの再生をサポートしているプレーヤーに安価な製品が多い。拡張子は[.amv]。

## フォーマット
コンテナにはAVIに改良を加えたバージョンが使用されている。ビデオコーデックにはMotion JPEGを改良したものが用いられ、オーディオコーデックにはADPCM,IMAを改良したものが使用されている。

## 資料
このフォーマットのドキュメンテーションは公的に入手不可能である。しかし、Dobrica PavlinušićがPerlベースのデコーダをリバースエンジニアリングによって作成した。そして、Pavlinušić、Tom Van BraeckelとVladimir VoroshilovらがFFmpegでAMVファイルを動作可能にしたバージョンを作成した。AMVのコードはFFmpegプロジェクトに送られた。現在、FFmpegでAMVをデコードできる。